# Isomalt

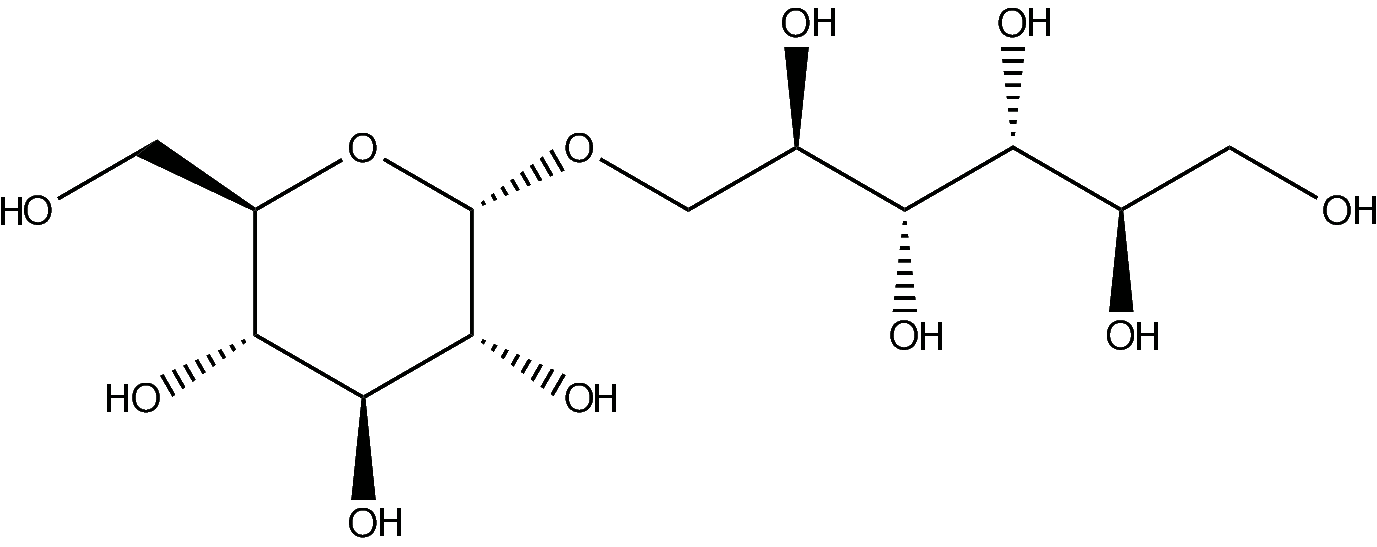
Estructura del isomalt

Isomalt (Isomaltitol o Isomaltosa hidrogenada) es un disacárido, formado por la unión de glucomanitol y glucosorbitol; también conocido comercialmente como Isobyalt, fue descubierto en la década de 1960. Es un carbohidrato poco digerible. Edulcorante dietético fabricado exclusivamente con azúcar como materia prima. Edulcorante poco conocido a un nivel general en el ámbito de la pastelería, pero que lleva cierto tiempo usándose en este sector. Es producido mediante trans-glucosidación enzimática de la sacarosa a maltulosa, seguida de  hidrogenación.

## Características del isomalt
Se digiere sólo parcialmente en la parte baja del tracto intestinal. Algunas de las partes no absorbidas son metabolizadas por las bacterias del intestino. Ese proceso es normal pero puede causar en algunas personas deposiciones más blandas o más gases intestinales de lo usual de forma similar a la reacción del cuerpo a comidas con alto contenido de fibras. La poca gente que puede ser sensible, normalmente no tiene problema si comienzan con pequeñas porciones e incrementan el consumo gradualmente.
Resumen de características:
- Se usa en una gran variedad de alimentos y fármacos.
- Tiene el mismo gusto, textura y apariencia del azúcar.
- Potencia el gusto dulce de los edulcorantes.
- Posee menos de 2 kilocalorías por gramo (la mitad que el azúcar).
- No produce caries dentales.
- No es pegajoso porque no es higroscópico.
- No incrementa la glucosa en sangre ni los niveles de insulina.
- Es ampliamente utilizado para la producción de dulces libres de azúcar, especialmente en caramelo duro, ya que es resistente a la cristalización en mayor medida que muchas combinaciones estándar de sacarosa y jarabe de maíz.  Por lo tanto, es empleado en la realización de esculturas de azúcar.

Fórmula: mezcla aproximadamente equimolecular de 
6-O-a-D-Glucopiranosil-D-Manitol dihidratado (C12H24O11 . 2H2O) con 
6-O-a-D-Glucopiranosil-D-Sorbitol (C12H24O11)

## Salud
Se han realizado extensas investigaciones sobre el efecto de Isomalt en los niveles de glucosa e insulina. Los resultados sobre personas con diabetes tipo 1 y tipo 2 han mostrado que después de la digestión de Isomalt, dichos niveles no difieren significativamente de los niveles normales.
No hay estudios a largo plazo disponibles sobre el isomalt. Los estudios a largo plazo no se han considerado necesarios porque los productos de descomposición son la glucosa, el sorbitol y el manitol.
- Datos: Q412068
- Multimedia: Isomalt / Q412068